# 赤穂郵便局
赤穂郵便局（あこうゆうびんきょく）は兵庫県赤穂市にある郵便局。民営化前の分類では集配普通郵便局であった。

## 概要
住所：〒678-0299 兵庫県赤穂市加里屋駅前町64-1

## 沿革
- 1872年（明治5年）旧1月 - 赤穂郵便取扱所として開設[1]。
- 1873年（明治6年）4月 - 赤穂郵便役所となる。
- 1875年（明治8年）1月1日 - 赤穂郵便局（四等）となる。
- 1876年（明治9年）4月 - 為替取扱を開始。
- 1879年（明治12年）3月 - 貯金取扱を開始。
- 1891年（明治24年）3月16日 - 赤穂郵便電信局となる。
- 1903年（明治36年）4月1日 - 通信官署官制の施行に伴い、赤穂郵便局となる。
- 1955年（昭和30年）9月1日 - 赤穂御崎郵便局[2]および尾崎郵便局[3]から電報配達事務の取扱を移管[4]。
- 1957年（昭和32年）9月24日 - 電話交換事務および電報配達事務の取扱を赤穂電報電話局に移管。
- 1959年（昭和34年）4月16日 - 特定郵便局から普通郵便局に局種別改定。
- 1963年（昭和38年）4月1日 - 電話通話事務および和文電報受付事務を廃止。
- 1999年（平成11年） - 外国通貨の両替および旅行小切手の売買に関する業務取扱を開始。
- 2007年（平成19年）10月1日 - 民営化に伴い、併設された郵便事業赤穂支店に一部業務を移管。
- 2010年（平成22年）5月6日 - 郵便事業相生支店から、赤穂市内の一部地域（〒678-01xx、〒678-11xxの地域）、相生市内の一部地域（〒678-0141の地域）の集配業務を赤穂支店に移管。
- 2012年（平成24年）10月1日 - 日本郵便株式会社発足に伴い、郵便事業赤穂支店を赤穂郵便局に統合。

## 取扱内容
- 郵便、印紙、ゆうパック、内容証明
- 貯金、為替、振替、振込、国際送金、外貨両替・トラベラーズチェック、国債、投資信託
- 生命保険、バイク自賠責保険、自動車保険
- 地方公共団体事務（兵庫県住宅再建共済基金利用申込取次事務）
- ゆうちょ銀行ATM
- 赤穂市内全域および相生市内の一部地域（〒678-0141の地域）の集配業務
- ゆうゆう窓口

## 風景印
- 図柄は赤穂城と赤穂義士とつつじ。局名表記は「赤穂」
- 使用開始日は1999年（平成11年）1月9日

## 周辺
- 赤穂市役所
- 花岳寺

## アクセス
- JR赤穂線 播州赤穂駅から徒歩約3分
- ウエスト神姫バス 赤穂駅停留所下車
- 山陽自動車道 赤穂ICから南東へ約3km
- 国道250号 赤穂駅前中交差点を南へ折れてすぐ
- 駐車場あり：9台